# 本富士警察署
本富士警察署（もとふじけいさつしょ）は、警視庁が管轄する警察署。第五方面本部所属。

## 概要
文京区本郷地域南半分が管轄内にある。東京大学を範囲とし、管内の治安も比較的良いため、いわゆるキャリア組が所轄署にて現場研修をする場合はここになることも多いとされる。署員数およそ160名の小規模警察署であり、署長は警視。
本富士署長は警察キャリアの中でも有望な若手が就任するポストであり、第16代警察庁長官の国松孝次、安倍晋三内閣で内閣情報官を務めた北村滋も本富士署長を経験していた。
識別章所属表示はQD。車両の対空表示は「士」。

## 所在地
- 東京都文京区本郷七丁目1番7号

## 管轄区域
- 文京区の一部 
  - 湯島一・二・三・四丁目（全域）
  - 本郷一丁目（一部を除く）、二・三丁目、四丁目（一部を除く）、五・六・七丁目（本郷一・四丁目の各一部は富坂警察署の管轄）
  - 西片一・二丁目（全域）
  - 弥生一・二丁目（全域）
  - 根津一・二丁目（全域）
  - 向丘一・二丁目（各一部を除く。向丘一・二丁目の各一部は駒込警察署の管轄）
- 台東区の一部
  - 池之端一丁目3番（それ以外の池之端は上野警察署と下谷警察署の管轄）

## 沿革
- 1875年（明治8年）　前身の警視庁第四方面三警察署が開設。
- 1881年（明治14年）1月　元富士町警察署に改称。
- 1881年（明治14年）3月　本郷警察署に改称。
- 1910年（明治43年）　本富士警察署に改称。
- 1913年（大正2年）　本郷本富士警察署に改称。
- 1937年（昭和12年）　本富士警察署に名称を戻す。
- 1993年   (平成5年)    現庁舎が完成。

## 組織
- 警務課
- 交通課
- 警備課
- 地域課
- 刑事組織犯罪対策課
- 生活安全課

## 交番
- 本郷交番（文京区本郷四丁目2番1号）
- 壱岐坂交番（文京区本郷一丁目11番10号）
- 天神町交番（文京区湯島三丁目26番10号） - 台東区池之端一丁目3番も管轄する。
- 根津交番（文京区根津一丁目18番11号）
- 弥生町交番（文京区弥生一丁目1番1号）

駐在所、地域安全センターはない。

## 主な事件・出来事
- 1928年（昭和3年）9月12日 - 湯島天満宮境内で署の巡査が職務質問中に銃撃を受けて重傷を負う（ピストル一平事件）[2]。
- 1969年（昭和44年）9月30日 - 東京大学本郷校舎内から現れた集団により警察署が襲撃を受ける。火炎瓶が署長室に3本、刑事課に2本、事務室に1本投げ込まれて炎上したが、署員が消火器などで鎮火させた[3]。
- 1971年（昭和46年）10月23日 - 弥生町交番に鉄パイプ爆弾が仕掛けられる。後に黒ヘルグループの犯行と特定される[4]。